# Tahitian Noni Internacional
Tahitian Noni International (TNI) es una empresa conocida por sus productos elaborados a partir de la planta de noni (Noni tahitiano), en virtud de un operativo de marketing de varios niveles del modelo de negocio y una filial de Morinda Holdings, Inc, afirma que las Fuerzas Armadas de Indonesia han comenzado la industria de noni, que en la actualidad consta de más de 250 empresas. Fundada en 1996 y con sede en Provo, Utah, TNI emplea a aproximadamente 1500 empleados en todo el mundo y reivindicaciones total de ventas anuales en el rango de 500 millones de dólares.
TNI tiene plantas de fabricación en Tahití, Japón, China, Alemania y los EE. UU. (American Tenedor, Utah). También opera cafés y centros de  visitantes en todo el mundo.
La empresa ayudó a financiar la película de 2003 La Leyenda de Johnny Lingo, donde la fruta de noni y el jugo se incluyeron como parte de la historia.
Pasando luego a Morinda, Inc.

## Historia
Hace más de dos mil años, los ancestros del pueblo polinesio abandonaron el sudeste de Asia en busca de nuevos horizontes más allá del mar. Además de sus familias, estos exploradores llevaron consigo plantas sagradas como sustento necesario para la vida: el cocotero, el pandanus, el taro y el preciado noni, que era valorado por sus secretas propiedades. Estas "plantas de canoa" (llamadas así porque fueron trasladadas en canoa) finalmente fueron cultivadas en las islas volcánicas de Tahití Nui. Gracias a la riqueza del suelo, el aire puro y la falta de competencia de otras plantas de la región, la planta del noni creció en abundancia.
Durante siglos, los habitantes de Tahití vivieron en armonía con su preciada planta del noni, beneficiándose con sus propiedades. Se empleaban todas las partes de la planta del noni: el fruto, las hojas, las semillas y la corteza.
Durante la década de 1950, el Dr. Ralph Heinicke descubrió la xeronina, una sustancia alimenticia cuyos estudios clínicos revelaron resusltados muy alentadores. Sus investigaciones sobre la xeronina lo guiaron hacia la Morinda Citrifolia, o noni. El Dr. Heinicke dedicó su vida al estudio de esta planta y se convirtió en uno de los principales experto del noni.
Algún tiempo después de los hallazgo del Dr. Heinicke, John Wadsworth, un joven bromatólogo y nutricionista, comenzó a estudiar el noni por cuenta propia. Después de comprobar los efectos favorables del noni en sí mismo y en sus amigos, John decidió visitar la tierra origen de la planta para averiguar más acerca de ella.
Estimulado por lo vivido en Tahití, John regresó a casa y junto con su socio, el bromatólogo Stephen Story, desarrolló un proceso de producción y saborización único e inigualable. Juntos comenzaron a buscar socios con recursos y experiencia suficientes para ayudarlos a presentar su producto al mundo.
La relación especial que Tahitian Noni International disfruta con los pobladores y el gobierno de Tahití Nui está basada en la confianza, dignida y respeto mutuos. Esta sociedad única ha convertido al noni en el producto de mayor exportación agrícola de Tahití Nui.
Una característica claramente distintiva de los productos TAHITIAN NONI™ es el control de sobre todo el proceso de elaboración. Realizar cuidadosos controles constituye un desafío, pero permite verificar el origen del noni en cada producto para garantizar una calidad inigualable.
En nuestra era moderna, el noni ha captado nuevamente la atención de invastigadores, médicos y científicos. Desde los estudios pioneros de Ralph Heinicke, muchos otro han comenzado investigaciones para descubrir los misterios del noni.
Durante miles de años, el noni ha desempeñado un rol primordial en la cultura de Tahití-una práctica que la ciencia moderna recién ahora comienza a entender.
Los Antiguos tahitianos utilizaban todos los elementos naturales de la planta del noni (incluyendo el fruto, la hoja y la semilla) con fines cosméticos. En la actualidad, Tahitian Noni International utiliza los mismos elementos de sus productos y belleza de las islas al mundo moderno.

## Noni
El noni, (Morinda citrifolia), es una planta arbórea o arbustiva de la familia de las rubiáceas; originaria del sudeste asiático, ha sido introducida a la India y la Polinesia. Se emplea extensamente como medicinal.
El noni es un arbusto o árbol pequeño, perennifolio, de fuste recto y largo, recubierto de corteza verde brillante; las hojas son elípticas, grandes, simples, brillantes, con venas bien marcadas. Florece a lo largo de todo el año, dando lugar a pequeñas flores blancas, de forma tubular; estas producen frutos múltiples, de forma ovoide, con una superficie irregular de color amarillento o blanquecino. Contiene muchas semillas, dotadas de un saco aéreo que favorece su distribución por flotación. Cuando madura, posee un olor penetrante y desagradable.
Crece libremente en terrenos bien drenados, tolerando la salinidad y las sequías; se encuentra en estado silvestre en una gran variedad de ambientes, desde bosque semicerrado hasta terrenos volcánicos, costas arenosas y salientes rocosas.